# Be Mad TV
Be Mad é  um canal de televisão privado espanhol localizado em Fuencarral (Madrid), pertencente a Mediaset España Comunicaçión, que emite em aberto através da TDT HD. Suas emissões regulares começaram o 21 de abril de 2016 às 22:00h. Seus principais competidores são o canal temáticos Mega, propriedade de Atresmedia Corporação, e DMax, propriedade de Discovery Communications.

## História
Após que o Conselho de Ministros outorgasse a Mediaset Espanha Comunicação uma das três licenças de TDT em alta definição, as quais se adjudicaram o 16 de outubro de 2015 junto às outras três licenças em definição regular, o grupo audiovisual lançou a modo de prova Boing HD, mais tarde Energy HD e finalmente se anunciou o nome do canal definitivo Be Mad TV HD. O canal começou suas emissões o 21 de abril de 2016.

## Programação

### Inícios
A programação inicial de Bê Mad TV oferece programas como Ciência para torpes, Cidades baixo terra, Como é o que como, Dog, o cazarrecompensas, Furacão 360º, Pesquisadores do Para além, Restaurante Impossível, Supercolecciones, The Amazing Race, Tragones, Transportes selvagens, Transportes impossíveis, Trinchado, Os Reis da Madeira, Os segredos do planeta, As viagens insólitas de Anthony Bourdain, A ciência a teus pés, A cozinha americana, Os ingeniadores, As origens da humanidade...
A grelha estrutura-se em blocos temáticos que conterão os programas anteriormente citados. Estes blocos respondem aos nomes de: Be Mad Extreme, Be Mad Nature, Be Mad Mistery, Be Mad Science, Be Mad History, Be Mad Mechanic, Be Mad Planet, Be Mad Investigation, Be Mad Travel, Be Mad Movies, Be Mad Sports e Be Mad Food. 